# Cajamarca
Cajamarca (zastarale i Caxamalca) je město v severním Peru, centrum stejnojmenného správního regionu. Žije v něm přibližně 201 tisíc obyvatel. Leží v andském údolí v nadmořské výšce 2750 m, protéká jím řeka Mashcón. 
Místo bylo osídleno předkolumbovskými civilizacemi, v roce 1460 se stalo součástí Incké říše. Dne 16. listopadu 1532 město dobyli španělští conquistadoři vedení Franciscem Pizarrem a zajali zde posledního inckého panovníka Atahualpu. Ačkoli dal inka svým věznitelům za slíbené propuštění 2700 kg zlata, byl ve vykonstrovaném procesu odsouzen k smrti a 29. srpna 1533 na cajamarckém náměstí uškrcen. Turistickou atrakcí je dům El Cuarto del Rescate, označovaný za Atahualpovo údajné vězení. Na město byla Cajamarca povýšena v roce 1802. 
Nedaleko města se nacházejí léčivé termální prameny Los Baños del Inca, archeologický komplex Cumbemayo a zlatý důl Yanacocha. Okolní kraj se vyznačuje mírným klimatem a množstvím pastvin, město je známé produkcí masa a mléčných výrobků, pěstují se brambory, kukuřice a obilí, typickým pokrmem je zeleninová polévka chupe verde. V centru Cajamarcy se nachází množství památek barokní architektury, jako je katedrála svaté Kateřiny a kláštery Recoleta a Belén, sídlí zde také vysoká škola Universidad Nacional de Cajamarca.